# Florilège de Banks

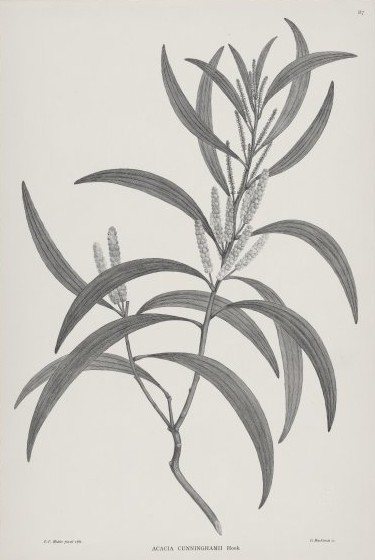
Gravure d'une feuille d'acacia extraite du Florilège de Banks.

Le Florilège de Banks (Banks' Florilegium) est une collection de gravures sur plaques de cuivre de plantes recueillies par Sir Joseph Banks et Daniel Solander alors qu'ils accompagnaient le capitaine James Cook dans son voyage autour du monde de 1768 à 1771. Il récoltèrent des plantes à Madère, au Brésil, en Terre de Feu, dans les îles de la Société, en Nouvelle-Zélande, en Australie et à Java.
Les spécimens de Banks et Solander furent étudiés à bord de l'Endeavour par Sydney Parkinson. Il dessina chaque espèce et pris note de leurs couleurs, et pour certaines espèces il réalisa des illustrations à l'aquarelle. À son retour à Londres, Banks engagea cinq artistes pour créer des aquarelles à partir de tous les dessins de Parkinson. Puis entre 1771 et 1784, il engagea 18 graveurs pour réaliser des gravures au trait sur plaque de cuivre d'après les 743 aquarelles achevées. Le Florilège ne fut pas imprimé du vivant de Banks et il légua les plaques au British Museum.
Certaines de ces plaques furent finalement imprimées. Entre 1900 et 1905, le British Museum publia des impressions à l'encre noire de 315 des gravures de plantes, sous le titre d'Illustrations of Australian Plants. D'autres furent publiées en noir et blanc dans le livre de 1973, Captain Cook's Florilegium. La première édition complète en couleurs du Florilège fut publiée de 1980 à 1990 en 34 parties par les éditions Alecto Historical et le British Museum. Seuls 100 ensembles furent mis en vente. Les plaques furent imprimées à l'aide d'une technique du XVIIe siècle dite à la poupée dans laquelle chaque couleur était appliquée directement sur la plaque, l'exactitude des couleurs étant contrôlée d'après les notes de Parkinson et de l'avis de botanistes du British Museum. Chaque plaque demanda d'une semaine à deux mois de préparation. Les parties 1 à 15 comprennent 227 plaques concernant la flore australienne, et les parties 16 à 34 concernent l'Amérique du Sud et d'autres régions du Pacifique.
Un documentaire sur le voyage et sur la publication du Florilège, Banks' Florilegium: The Flowering of the Pacific, fut publié en 1984. Il fut raconté par l'Australien Robert Hughes. Un livre sur le sujet, The flowering of the Pacific: Being an account of Joseph Banks' travels in the South Seas and the story of his Florilegium, de Brian Adams fut publié en 1986 par le British Museum. 